# Посіко Семен
о. Семен Посіко (7 березня 1909, с. Мацьковичі — 25 лютого 1999, Львів) — священник Української греко-католицької церкви. Парох м. Чесанів.

## Біографія
Народився 7 березня 1909 року в селі Мацьковичі біля Перемишля. Навчався в Перемишльській українській гімназії, а потім в Перемишльській греко-католицькій семінарії. Висвячений на священника у 1935 році. Був спочатку сотрудником пароха на парафії в Новому Селі (1935–1936). У 1936–1943 роках — парох м. Чесанів (нині Любачівського повіту Підкарпатського воєводства). Місто розташоване на південному сході країни, в Надсянській низовині, на Тарногородському плоскогір'ї. 1930 року українці становили в Чесанівському повіті 53 % всього населення.
3 грудня 1943 року призначений на парафію в с. Туринка біля Жовкви. У 1957 році насильно переселений органами безпеки в м. Дубляни. У 1967–1991 роках був працівником Наукової бібліотеки Академії наук. У неділі і свята підпільно виконував священниче служіння.
Писав статті на релігійні й історичні теми, розповсюджував їх серед греко-католиків, підтримував зв'язки зі священниками і єпископами підпільної Церкви. У час відродження УГКЦ брав участь в походах за легалізацію УГКЦ, готував кандидатів до вступу в духовну семінарію. Видав кілька книжок з історії української Церкви. Брав участь у різноманітних наукових заходах, організованих Інститутом Історії Церкви Львівської Богословської Академії. За особливі заслуги перед Церквою 11 січня 1998 року був нагороджений папською медаллю Хрест «За заслуги перед Церквою і Папою».
Помер отець Семен Посіко 25 грудня 1999 року. Прощалися з отцем парафіяни церков св. Онуфрія та св. Андрія у Львові, інтелігенція Львівщини, педагоги, вчені, студенти та викладачі Львівських вищих навчальних закладів. Похований на цвинтарі в м. Дубляни поблизу Львова.

## Творчість
В 1995 року священник Семен Посіко писав у замітці «Релігія Тараса Шевченка»: «У нашому народі панує загальна думка, що Тарас Шевченко православний. Олександр Кониський, що був дійсно православний, у „Біографії Тараса Григоровича Шевченка-Грушівського“, виданій 1914 року до сторіччя від дня народження Кобзаря, пише: „В обидвох селах, Кирилівці і Моринцях, були церкви греко-католицького віросповідання, і в обидвох — святого Івана Богослова“».
Думку про те, що Хмельницькі вийшли з Хмельника у Перемишльській землі, відстоює священик Семен Посіко у нарисі на сторінках часопису «Наше слово», що виходить українською мовою у Варшаві.

## Науковий доробок
- «Релігія Тараса Шевченка» // Місіонар Пресвятого Ісусового Серця, № 5 за травень 1995.
- «Почитування Святого Йосифа Обручника» // Календар Світла. — Торонто: Видавництво ОО. Василіян, 1999.